# Парламентские выборы в ЙАР (1988)
Парламентские выборы были проведены в Йеменской Арабской Республике 5 июля 1988 года. Все политические партии были запрещены, все 1300 кандидатов на 128 мест баллотировались в качестве самовыдвиженцев. Около 40 мандатов получили племенные кандидаты, в то время как около 30 получили кандидаты, сочувствующие братьям-мусульманам. после выборов, еще 31 член назначен Президентом. явка избирателей была 77.7%.

## Избирательная система
Из 159 членов парламента, 128 были избраны в одномандатных избирательных округах, а оставшийся 31 назначен Президентом.

## Результаты
" 

| Участник                            | Голосов   | %    | Мест |
| ----------------------------------- | --------- | ---- | ---- |
| Независимые                         | 100       | 128  |      |
| Назначенные члены                   | –         | –    | 31   |
| Недействительные голоса             | –         | –    |      |
| Общая                               | 857,976   | 100  | 159  |
| Зарегистрированных избирателей/явка | 1,113,334 | 77.7 | –    |